# Oscar Verona
Oscar Verona (ur. 20 czerwca 1924 w Tarvisio, zm. 20 marca 2005 w Trieście) – włoski zapaśnik walczący w stylu wolnym. Olimpijczyk z Londynu 1948, gdzie zajął siódme miejsce w kategorii do 87 kg.
Zajął piąte miejsce na mistrzostwach świata w 1951 roku.

## Letnie Igrzyska Olimpijskie 1948
| Konkurencja      | Rundy eliminacyjne      | Rundy eliminacyjne               | Rundy eliminacyjne      | Klas. końcowa |
| Konkurencja      | Przeciwnik I            | Przeciwnik II                    | Przeciwnik III          | Miejsce       |
| ---------------- | ----------------------- | -------------------------------- | ----------------------- | ------------- |
| 87 kg styl wolny | Bengt Fahlkvist (SWE) P | Muhammad Radżab az-Za’im (EGY) Z | Fernand Payette (CAN) P | 7.            |